# Monte Bulgheria
Monte Bulgheria este o arie protejată (arie specială de conservare — SAC, sit de importanță comunitară — SCI) din Italia întinsă pe o suprafață de 2.400 ha, integral pe uscat.

## Localizare
Centrul sitului Monte Bulgheria este situat la coordonatele 40°04′09″N 15°23′55″E / 40.069167°N 15.398611°E.

## Înființare
Situl Monte Bulgheria a fost declarat sit de importanță comunitară în mai 1995 pentru a proteja 18 specii de animale. Situl a fost protejat și ca arie specială de conservare în mai 2019.

## Biodiversitate
Situată în ecoregiunea mediteraneană, aria protejată conține 8 habitate naturale: Pajiști uscate seminaturale și facies de acoperire cu tufișuri pe substraturi calcaroase (Festuco-Brometalia) (* situri importante pentru orhidee), Tufărișuri termo-mediteraneene și de pre-deșert, Pajiști uscate seminaturale și facies de acoperire cu tufișuri pe substraturi calcaroase (Festuco-Brometalia) (* situri importante pentru orhidee), Pseudostepă cu ierburi și specii anuale de Thero-Brachypodietea, Pante stâncoase calcaroase cu vegetație casmofită, Grohotișuri termofile și vest-mediteraneene, Peșteri inaccesibile publicului, Păduri de Quercus ilex și Quercus rotundifolia.
La baza desemnării sitului se află mai multe specii protejate:
- păsări (7): erete vânăt (Circus cyaneus), porumbel gulerat (Columba palumbus), prepeliță (Coturnix coturnix), șoim călător (Falco peregrinus), sfrâncioc roșiatic (Lanius collurio), sitar de pădure (Scolopax rusticola), sturz-cântător (Turdus philomelos)
- amfibieni (1): Bombina pachypus
- mamifere (6): lupul (Canis lupus), liliac cu aripi lungi (Miniopterus schreibersii), liliac cu urechi de șoarece (Myotis blythii), liliac comun (Myotis myotis), liliacul mare cu potcoavă (Rhinolophus ferrumequinum), liliacul mic cu potcoavă (Rhinolophus hipposideros)
- nevertebrate (3): Coenagrion mercuriale, Melanargia arge, Oxygastra curtisii
- reptile (1): șarpele cu patru dungi (Elaphe quatuorlineata)

Pe lângă speciile protejate, pe teritoriul sitului au mai fost identificate 3 specii de plante, 4 specii de amfibieni, 1 specie de mamifere, 5 specii de nevertebrate, 5 specii de reptile.